# موسيقى وجاسوسية وحب (فلم)
موسيقى وجاسوسية وحب  فيلم تشويق وإثارة عن الجاسوسية للمخرج نور الدمرداش عام 1971 كتب القصة والسيناريو والحوار إيهاب الأزهري. الفيلم من بطولة شمس البارودي، عباس فارس، جلال عيسى، عادل أدهم، وماجي  وتدور الأحداث حول شبكة جاسوسية تعمل في مصر، يقوم رئيسها «كلوتز» باستدعاء العازف الموسيقي «كارل» لإتمام إحدى المهمات حيث يلتحق بالعمل في فرقة استعراضية ويحاول التقرب من «إكرام» زميلته في الفرقة والمخطوبة لصلاح الذي يشعر بالغيرة، ولايعلم أن إكرام مكلفة من الأمن بمجاراة «كارل» حتى تكشف الشبكة.
صدر الفيلم إلى دور العرض المصرية في أول نوفمبر 1971.
منح موقع قاعدة بيانات الأفلام العربية «السينما.كوم» الفيلم درجة 6.2/ 10.

## طاقم التمثيل
شمس البارودي: في دور إكرام (بطلة الفرقة المسرحية)
عباس فارس: في دور عباس (مدير الفرقة المسرحية)
جلال عيسى: في دور صلاح (راقص بالفرقة وخطيب إكرام)
عادل أدهم: في دور كلوتز رئيس شبكة التجسس
ماجي: في دور جريتا
سيد إبراهيم: في دور مارك (زوج جريتا) 
شريف عادل: في دور عضو المنظمة
نعيمة الصغير: في دور أم إكرام
إبراهيم خان: في دور كارل أندريه (عازف الكمان الأجنبي)
حلمي هلالي: في دور علام فهمي
بالاشتراك مع: عفاف شعيب – رشاد عثمان – أديب الطرابلسي – سعاد صبري – مصطفى القط – مصطفى عبد اللطيف – عثمان مصطفى – سونيا أحمد (الراقصة)

## أغاني الفيلم
كلمات: سيد حجاب
ألحان: إبراهيم رجب – حسن نشأت
غناء: منار أبو هيف – محمود حسن – محمد الطناني – ليلى جمال

## أحداث الفيلم
تعمل شبكة جاسوسية في مصر يتزعمها كلوتز (عادل أدهم) الذي يستدعي عازف الكمان الأوروبي كارل (إبراهيم خان) لإتمام إحدى المهمات. يلتحق «كارل» بالعمل في فرقة استعراضية تعمل على مسرح الأوبرا، ويبدأ في توسيع علاقاته لكي يتمم مهمته ويحاول التقرب من إكرام (شمس البارودي) زميلته في الفرقة والمخطوبة لزميلها صلاح (جلال عيسى) الراقص بالفرقة. تحقق الفرقة النجاح بقيادة رئيسها عباس (عباس فارس) الذي يلاحظ خلافات الحبيبين، إكرام وصلاح، التي تنشأ عندما يحاول كارل التقرب من إكرام، ويحاول عباس التوفيق بينهما لصالح نجاح العمل الاستعراضي. يستخدم كلوتز الجميلة جريتا (ماجي) وزوجها البدين السكير مارك (السيد محمد إبراهيم) لتجنيد الجواسيس ويتواصل مع علام فهمي (حلمي هلال) الضابط المصري العائد من الأسر بعد تهديده بوجود تسجيلات له في أوضاع تشين كرامته ورجولته، ويتوعده بإرسال المعلومات والتسجيلات لشقيقته وخطيبته وأيضا إلى جهات الأمن المصرية، وأيضا يمنحه مبلغاً كبيراً من المال لتقديم كل ما يمكن من معلومات. تعاتب أم إكرام (نعيمة الصغير) ابنتها على علاقتها بخطيبها صلاح الذي لم يقدم ما يلزم من مال وتجهيزات لتتميم الزواج، بينما لا ترى أي غضاضة في علاقة إكرام مع الأوروبي كارل وتسمح لها بالذهاب معه إلى الريف لزيارة خالتها «بمبة» وهناك وسط الأراضي الزراعية يحاول كارل اغتصاب إكرام ويهب الفلاحين لنجدتها. تلتقي إكرام بكارل وتعاتبه على ما فعل، تتوتر أعصاب كارل ويعتدي بالضرب على جريتا وهو معها في الفراش، ويبدأ تغيير وجهة نظره لما يقوم به لمساعدة شبكة التجسس. يعود كارل للريف ويحضر حفل زفاف ثم يسافر مع الفرقة للعزف عند موقع بناء السد العالي في أسوان ليعود برأي جديد عن أهل البلد، ويثور على آلة الكمان ويحطمها ويخرج من باطنها جهاز التصنت. يعود كارل من أسوان بتقرير يشيد بما لمسه هناك ويسارع كلوتز بتمزيق التقرير ويهدد كارل بقتل شقيقته ووالدته. يطلب كلوتز من علام نشر الشائعات ويطلب من كارل مصاحبة فرقته الذاهبة لعروض استعراضية للجنود المصريين على خط النار والعودة بتقارير وصور، وهنا يغير كارل خططه ويعترف لزميلته إكرام بمهمته في فريق التجسس ويتواصل مع الأمن لكشف الشبكة والقبض على زعيمها.

## وصلات خارجية
- موسيقى وجاسوسية وحب على موقع قاعدة بيانات الأفلام العربية
- موسيقى وجاسوسية وحب على موقع قاعدة بيانات الفيلم (الإنجليزية)
- موسيقى وجاسوسية وحب على موقع ليتربوكسد (الإنجليزية)
- موسيقى وجاسوسية وحب على موقع الدهليز
- موسيقى وجاسوسية وحب على موقع كاروهات

https://www.themoviedb.org/movie/748755 موسيقى وجاسوسية وحب (فيلم)
https://jephmann.com/movies/film.php?id=748755 موسيقى وجاسوسية وحب (فلم)
https://letterboxd.com/film/music-espionage-and-love/ موسيقى وجاسوسية وحب (فلم)
https://filmsleague.com/titles/240410/music,-espionage,-and-love موسيقى وجاسوسية وحب (فلم)